# Рэдклифф, Джон, 9-й барон Фицуолтер
Джон Рэдклифф (англ. John Radcliffe; 1 января 1452 — 24 ноября 1496, Гин, Королевство Франция) — английский аристократ, 9-й барон Фицуолтер с 1485 года. Сын Джона Рэдклиффа и Элизабет Фицуолтер, 8-й баронессы Фицуолтер. После смерти матери унаследовал семейные владения (главным образом в Эссексе) и баронский титул. В 1485 году стал управляющим королевским двором, в 1486 — смотрителем и главным судьёй королевских лестов к югу от Трента (вдвоём с сэром Реджинальдом Бреем). В 1495 году Рэдклиффа обвинили в заговоре с целью возведения на престол йоркистского претендента Перкина Уорбека. Его титул и владения конфисковали, барона заточили в тюрьму в Гине. После попытки побега он был обезглавлен.
Джон был женат дважды: на Анне Уитхилл и на Маргарет, о происхождении которой ничего не известно. Во втором браке родился сын Роберт, 10-й барон Фицуолтер и 1-й граф Сассекс.